# Ernest Wamba dia Wamba
Ernest Wamba dia Wamba [ɛʁnɛst wɑ̃ba dja wɑ̃ba], kongovski filozof, akademik, aktivist za mir in socialno pravičnost, * 16. april 1942, Sundi-Lutete, Bas-Congo, Belgijski Kongo, † 15. julij 2020, Mbanza-Ngungu, Demokratična Republika Kongo.

## Življenje

### Zgodnje življenje
Ernest Wamba dia Wamba se je rodil 16. aprila 1942 staršema Enocu Ngila Bibuasa Wambi in Judith Luezi lua Nzeki v vasi Sundi-Lutete v provinci Bas-Congo. Obiskoval je osnovno in srednjo švedsko protestantsko misijonsko šolo v svojem rojstnem kraju. 

### Študij in leta po študiju
Po končani srednji šoli je nekaj časa preživel na Univerzi Lovanium, preden je leta 1964 bil eden od treh študentov, ki so prejeli štipendijo Afriško-ameriškega inštituta (AAI) za študij v ZDA. Študiral je na Western Michigan University (Univerza Western Michigan) v Kalamazooju, kjer je spoznal svojo bodočo ženo Elaine Wamba. Med svojim obdobjem v ZDA se je Wamba dia Wamba poročil z Afroameričanko in sodeloval pri gibanju za državljanske pravice prek študentskega nenasilnega koordinacijskega odbora. Ko se je v Afriki začelo obdobje dekolonizacije, se je pridružil podpornim odborom različnih vseafriških gibanj s sedežem v ZDA. Po diplomi leta 1968 se je vrnil v Kongo, kjer je med leti 1968 in 1971 delal sprva kot svetovalec, nato pa kot vodja kabineta ministra za socialne zadeve, delo in stanovanjsko politiko. Na ta način je imel neposreden vpogled na destruktivno politiko diktatorja Mobutuja Sese Seka. Ker ni hotel biti del tega režima, je zavrnil možnost napredovanja in se leta 1971 vrnil v ZDA, kjer je predaval na Brandeis University (Univerza Brandeis), Harvardu in Boston Collegu. Leta 1980 je sprejel službo kot profesor zgodovine na Univerzi v Dar es Salaamu v Tanzaniji.

### Aretacija
Wamba je bil aretiran 18. decembra 1981 v Kinšasi. Od vrnitve v Kongo je Wambo nadzorovala Mobutujeva tajna policija, ker si je dopisoval z drugimi intelektualci v izgnanstvu in ga aretirala zaradi posedovanja subverzivnih dokumentov o mobutuizmu, še preden je lahko prišel do svoje družine v Zairu. Varnostne službe so zasegle njegovo besedilo z naslovom Ideology and Class Struggle in the Congo-Kinshasa (Ideologija in razredni boj v Kongo-Kinšasi). Njegova ožja družina je za aretacijo izvedela šele dva dni kasneje, ko so 20. decembra prispeli v Kinšaso. Takrat se je začela obsežna mednarodna kampanja za Wambino osvoboditev. Združile so se Mednarodna skupnost za človekove pravice, ki jo je vodila žena Elaine Wamba, njegovi sodelavci iz Univerze Dar es Salaam pod vodstvom Skupščine akademskega osebja Univerze v Dar es Salaamu (UDASA) in napredni akademiki na mednarodni ravni, zlasti Association of Concerned African Scholars (Združenje zaskrbljenih afriških učenjakov) (ACAS) v ZDA. Zahvaljujoč tej kampanji je bilo reševanje njegovega življenja učinkovito. Mesec dni pozneje so ga izpustili iz pripora, vendar je bil kljub temu še devet mesecev v mestnem priporu v Kinšasi in se je moral redno javljati na vladni varnostni urad.

### Življenje po aretaciji in druga kongoška vojna
Še naprej je bil pomembna osebnost v akademskih in političnih krogih v Afriki. Wamba je nekdanji predsednik Sveta za razvoj družboslovnih raziskav v Afriki (CODESRIA) ter ustanovitelj filozofskega kluba na Univerzi Dar es Salaam. Bil je strokovnjak za nekatere avtohtone oblike afriške demokracije. Leta 1997 je skupaj z Jacquesom Depelchinom napisal African Declaration Against Genocide (Afriška deklaracija proti genocidu). V tem času je tudi tesno sodeloval s takratnim tanzanijskim predsednikom Juliosom Nyererejem pri končanju državljanske vojne v Burundiju.
Wamba je bil soglasno izvoljen za vodjo uporniškega Gibanja za kongovsko demokracijo (RCD) na začetku druge kongovske vojne proti vladi Laurenta-Désiréja Kabile. Gibanje je imelo sedež v mestu Goma in sta ga podpirali tudi Uganda in Ruanda. Vendar se je RCD od novembra 1998 do 16. maja 1999 postopoma razdelila, ko je postalo jasno, da Ruandsko vlado in njene pordpornike bolj zanima odstranitev Laurenta-Désiréja Kabile. To obdobje so zaznamovali različni poskusi atentata profesorja Wamba dia Wamba in/ali političnega spodkopavanja in spodkopavanja njegove vodstvene moči. Po koncu vojne je postal pomemben član nove vlade.

### Druga kongoška vojna
Na začetku druge kongoške vojne proti vladi Laurent-Désiréja Kabile je bil Wamba soglasno izvoljen za vodjo uporniškega Rally for Congolese Democracy (RCD), ki sta ga podpirali Uganda in Ruanda in ima sedež v mestu Goma. Vendar se je RCD od novembra 1998 do 16. maja 1999 postopoma razdelila, ko je postalo jasno, da so cilji Ruande in njenih podpornikov omejeni na zamenjavo Kabile. V tem obdobju je bilo izvedenih več poskusov atentata na Wambo, kar je sovpadalo s poskusi uničenja njegove politične moči v RCD.
16. maja 1999 je bil Émile Ilunga po manevriranju Ruande imenovan za novega vodjo RCD, Wamba pa je pobegnil v mesto Kisangani, ki je pod nadzorom Ugande. Frakcija RCD, ki jo je ohranil pod nadzorom, je bila različno znana kot Gibanje za osvoboditev (RCD-ML), RCD-Kisangani ali RCD-Wamba. Glavna frakcija se včasih imenuje RCD-Goma. Obe frakciji sta se kmalu zapletli v hude bitke v Kisanganiju, po katerih se je Wamba umaknil v Bunio v regiji Ituri v severovzhodni DR Kongo.
Wamba se je soočil z notranjim uporom Mbuse Nyamwisija, kar je povzročilo še en razkol v frakciji njegove stranke. Njegova organizacija je ostala znana kot RCD-Kisangani (RCD-K), medtem ko je bila skupina pod vodstvom Nyamwisija znana kot RCD-ML. Leta 2001 je Wamba obsodil ugandski predlog o združitvi RCD-K, RCD-ML in Gibanja za osvoboditev Konga (MLC) kot nezaželeno tujo vsiljenost. Nadaljnji razpad RCD-K do te mere, da je bil brez pomembne vojaške sile, je morda posledica ugandskega umika njegove podpore. Nekateri pripadniki etnične skupine Lendu so to dejanje, ki je potekalo med nadaljnjim stopnjevanjem spora v Ituriju, videli kot podporo proti [potrebno je pojasnilo] temu, kar so videli kot pristranskost Ugande, ki podpira Hema.

### Pozna leta življenja
Po medkongovskem dialogu, ki je končal vojno, je Wamba postal pomemben član nove vlade. Obširno je govoril o tem, kaj je potrebno za uspešen prehod v DR Kongo v delujočo demokracijo.
V poznih letih se je še naprej politično udejstvoval in pisal ter deloval kot politični teoretik, ki so ga cenili zlasti zaradi inovativne uporabe del pariškega filozofa afriškega rodu Alaina Badiouja, ki ga je vpeljal v sodobno afriško politično misel. Raziskovalci afrikanistike, kot so Jacques Depelchin, Michael Neocosmos in Raj Patel, so prevzeli Wambovo uporabo Badioujevega dela.
Članek iz maja 2008, ki ga je napisal Jacques Depelchin, je opozoril, da obstajajo nove grožnje z atentatom na Wambo.
Wamba dia Wamba je imel ključno vlogo v boju za svobodno postkolonialno Afriko. 23. septembra 2018 je vodil zaključno sejo na The Battle of Ideas (Bitka idej) na tretji konferenci Pan Africanism Today (Panafrikanizem danes) v Winnebi v Gani. Tu je ohranil brezkompromisno solidarnost z ljudskimi organizacijami in gibanji afriške celine, da bi nenehno sodeloval pri združevanju množic v boju proti kapitalizmu in imperializmu. Wamba dia Wamba je svoje življenje posvetil neutrudnemu boju za razkrivanje protislovij kapitalizma v Afriki po osamosvojitvi. Vse življenje si je prizadeval za oblikovanje panafrikanizma, ki bi temeljil na množicah in ne na afriški eliti. K temu je najbolj prispeval v času, ko je živel v ZDA, kjer je sodeloval v različnih panafriških gibanjih. 
Umrl je 15. julija 2020 v bolnišnici v Kinšasi, po večdnevni hospitalizaciji. Kot vzrok smrti je bil naveden astmatični napad.

## Delo
- In Search of a New Mode of Politics in Africa (Iskanje novega načina politike v Afriki) (1994)
- Zaire: From the National Conference to the Federal Republic of the Congo? (Zaire: Od nacionalne konference do Zvezne republike Kongo?)(1995)
- African Declaration Against Genocide (Afriška deklaracija proti genocidu) (1997)
- DRC: Globalisation, War and the Struggle for Freedom (DRC: Globalizacija, vojna in boj za svobodo) (2005)

## Nagrade
Decembra 1997 je bil Wamba imenovan za prejemnika nagrade Nizozemskega princa Clausa za kulturo in razvoj. Na razglasitvi nagrade je bil naveden njegov znanstveni prispevek k razvoju afriške filozofije in za sprožitev filozofske razprave o družbenih in političnih temah v Afriki.

## Zunanje povezaqve
- Experiences of Democracy in Africa: Reflections on Practices of Communalist Palaver as a Method of Resolving Contradictions  by Ernest Wamba dia Wamba, 1985
- Rally for Congolese Democracy, GlobalSecurity.org
- Who's Who in the Rebellion: Ernest Wamba dia Wamba, Northeastern University (Boston, Massachusetts)
- Conversation with Ernest Wamba dia Wamba, Institute of International Studies, UC Berkeley, 17 March 2004
- Congo: The Transition - Interview with Wamba, ZNET, 22 June 2004